# Knorretjes Grote Film
Knorretjes Grote Film is een Amerikaanse animatiefilm van Winnie de Poeh uit 2003, gemaakt door The Walt Disney Company.

## Verhaal
Poeh, Teigetje, Iejoor en Konijn maken Knorretje verdrietig door te suggereren dat hij te klein is om zijn vrienden te kunnen helpen. Knorretje verdwijnt en de andere karakters proberen hem terug te vinden met behulp van zijn tekeningenboek. Vanuit het boek vertelt de film 3 verhalen, namelijk hoe Kanga en Roe in het bos kwamen wonen, hoe de karakters naar de Noordpool op zoek gingen en hoe het huis in het Poeh Hoekje gebouwd werd. Uiteindelijk vinden de vrienden Knorretje terug als hij plotseling opduikt om Poeh te redden, waarna ze erkennen dat Knorretje tot grootste dingen in staat is. 

## Cast en crew
De stemmen werden in de oorspronkelijke Engelstalige versie verzorgd door John Fiedler, Jim Cummings, Nikita Hopkins, Kath Soucie, Ken Samson, Peter Cullen, Andre Stojka en Tom Wheatly. De liedjes in de film zijn gemaakt door Carly Simon.

## Thuismedia
De film is uitgebracht op VHS en dvd op 29 juli 2003 Daarnaast verscheen een videospel bij de film.